# Сто цветов (премия)
Народная Кинопремия «Сто цветов» (кит. упр. 大众电影百花奖, палл. Дачжун Дяньин Байхуа Цзян), чаще проще премия «Сто цветов» — кинематографическая премия КНР. Вручается с 1962 года; победители определяются путём зрительского голосования и получают статуэтку «Богини цветов» (кит. упр. 花神, палл. Хуашэнь). Сравнивается по значимости с американской премией «Золотой глобус», наряду с премией «Золотой петух» (в отличие от неё, присуждаемой коллегией экспертов) считается одной из наиболее престижных кинопремий Китая.

## Основание и история премии
Премия была основана в 1962 Киноассоциацией Китая по предложению премьера Госсовета КНР Чжоу Эньлая и поддержана наиболее многотиражным в стране по тематике журналом «Популярное кино», голосованием читателей которого и выбирались лауреаты. В настоящее время правила позволяют, помимо напечатанных в издании бюллетеней, голосовать посредством SMS, через интернет или телефонную связь, а также не ограничивают право голоса этим журналом.
За свою историю премия неоднократно меняла свою периодичность. После первых двух награждений в 1962 и 1963 годах премия была упразднена в ходе событий «культурной революции». В 1980 году она была восстановлена и вплоть до 2004 года присуждалась в ежегодном режиме, «породнившись» в 1992 с премией «Золотой петух», после чего обе стали вручать на одном общенациональном кинофестивале. В период 1980—2004 годов премия в категории «Лучший фильм» присуждалась каждый год трём кинокартинам, победившим в голосовании. С 2004 обе премии были переведены на двухгодичный режим, при этом «Петуха» стали вручать по нечётным, а «Цветы» — по чётным годам.

### Современные правила премии
В настоящее времия премия, с незначительными коррективами, вручается про реформированным правилам, введённым в 2006 году с целым рядом изменений, в том числе:
- Было разрешено номинировать на премию фильмы, снятые на Тайване и в Гонконге.
- В связи с переводом премии на двухгодичный режим, разрешёнными к номинации стали фильмы не одного, а двух прошедших лет.
- По сравнению с правилами 1980—2004 годов, изменился статус лидеров голосования — статус «лучшего фильма» стали присуждать только первому из них, два следующих занимают «второе место» (runners-up).
- Наконец, изменились и собственно правила голосования, ставшего трёхступенчатым:

1. Первичный («лонг-лист») список из 8-10 кандидатов для каждой категории отбирается киноменеджерами China City Film Developing Association и членами Киноассоциации Китая из фильмов, набравших сборами в континентальном Китае более 5 млн юаней.
2. За кандидатуры первого этапа голосует аудитория (с использованием журнальных бюллетеней, интернета, мобильных звонков и SMS), отбирая до 5 лидеров, составляющих «шорт-лист». Каждый из прошедших этот этап получает сертификат номинанта соответствующей категории премии.
3. Для последнего этапа голосования, комиссия с нотариальными полномочиями случайным образом выбирает из числа проголосовавших 101 выборщика и организует для них показ фильмов шорт-листа, после чего эта коллегия выборщиков проводит окончательное тайное голосование и объявляет результат[6].

## Категории премии
В настоящее время премия вручается в следующих категориях/номинациях:
Регулярные категории
- Лучший фильм[англ.] (最佳影片)
- Лучшая режиссёрская работа[англ.] (最佳导演)
- Лучший сценарий[кит.] (最佳导演)
- Лучшая мужская роль[англ.] (最佳男主角)
- Лучшая женская роль[англ.] (最佳女主角)
- Лучшая мужская роль второго плана[англ.] (最佳男配角)
- Лучшая женская роль второго плана[англ.] (最佳女配角)
- Лучший дебют (最佳新人奖)

Нерегулярные категории
- Лучшее сопродюсирование[англ.]
- Лучший фильм-китайская опера[англ.]
- Лучший анимационный фильм[англ.]
- Лучший документальный фильм
- Лучшая операторская работа[англ.]
- Лучшая оригинальная музыка к фильму[англ.]
- Лучшая работа художника-постановщика[англ.]

## Лауреаты премии за лучший художественный фильм по годам
| Церемония | Год         | Название                                         | Название                                         | Оригинальное название (кит.упр.) | Режиссёры                         |
| --------- | ----------- | ------------------------------------------------ | ------------------------------------------------ | -------------------------------- | --------------------------------- |
| 1-я       | 1962        | Красный женский отряд                            | Красный женский отряд                            | 红色娘子兵                       | Се Цзинь                          |
| 2-я       | 1963        | Ли Шуаншуан                                      | Ли Шуаншуан                                      | 李双双                           | Лу Жэнь                           |
| —         | 1964—1979   | Премия не присуждалась                           | Премия не присуждалась                           | Премия не присуждалась           | Премия не присуждалась            |
| 3-я       | 1980        | Цзи Хунчан                                       | Цзи Хунчан                                       | 吉鸿昌                           | Ли Гуанхуэй                       |
| 3-я       | 1980        | Следы слёз                                       | Следы слёз                                       | 泪痕                             | Ли Вэньхуа                        |
| 3-я       | 1980        | Цветок / Сяохуа                                  | Цветок / Сяохуа                                  | 小花                             | Чжан Чжэн                         |
| 4-я       | 1981        | Любовь на горе Лушань                            | Любовь на горе Лушань                            | 庐山恋                           | Хуан Цзумо                        |
| 4-я       | 1981        | Легенда горы Тяньюньшань                         | Легенда горы Тяньюньшань                         | 天云山传奇                       | Се Цзинь                          |
| 4-я       | 1981        | Чиновник седьмого ранга ростом с кунжутное зерно | Чиновник седьмого ранга ростом с кунжутное зерно | 七品芝麻官                       | Се Тянь                           |
| 5-я       | 1982        | Xǐ yíng mén (кит.)                               | Xǐ yíng mén (кит.)                               | 喜盈门                           | Чжао Хуаньчжан                    |
| 5-я       | 1982        | Тоска по дому                                    | Тоска по дому                                    | 乡情                             | Ху Бинлю, Ван Цзинь               |
| 5-я       | 1982        | Легенда о Белой Змее                             | Легенда о Белой Змее                             | 白蛇传                           | Фу Чжаоу                          |
| 6-я       | 1983        | Средний возраст                                  | Средний возраст                                  | 人到中年                         | Ван Цимин, Сунь Юй                |
| 6-я       | 1983        | Пастух                                           | Пастух                                           | 牧马人                           | Се Цзинь, Хуан Шуцинь             |
| 6-я       | 1983        | Luòtuó xiáng rén                                 | Luòtuó xiáng rén                                 | 骆驼祥人                         | Лин Цзыфэн                        |
| 7-я       | 1984        | Наш Ню Байсуй                                    | Наш Ню Байсуй                                    | 咱们的牛百岁                     | Чжао Хуаньчжан                    |
| 7-я       | 1984        | 16-я палата                                      | 16-я палата                                      | 十六号病房                       | Чжан Юань, Юй Яньфу               |
| 7-я       | 1984        | История, которая не должна случиться             | История, которая не должна случиться             | 不该发生的故事                   | Чжан Хуэй                         |
| 8-я       | 1985        | Венки у подножия гор                             | Венки у подножия гор                             | 高山下的花环                     | Се Цзинь                          |
| 8-я       | 1985        | Жизнь                                            | Жизнь                                            | 人生                             | У Тяньмин                         |
| 8-я       | 1985        | Дева в красном                                   | Дева в красном                                   | 红衣少女                         | Лу Сяоя                           |
| 9-я       | 1986        | Малолетние преступники                           | Малолетние преступники                           | 少年犯                           | Чжан Лян                          |
| 9-я       | 1986        | Восход солнца                                    | Восход солнца                                    | 日出                             | Юй Бэньчжэн                       |
| 9-я       | 1986        | Наши ветераны                                    | Наши ветераны                                    | 咱们的退伍兵                     | Чжао Хуаньчжан                    |
| 10-я      | 1987        | Город гибискуса                                  | Город гибискуса                                  | 芙蓉镇                           | Се Цзинь                          |
| 10-я      | 1987        | Кровавая битва при Тайэрчжуане                   | Кровавая битва при Тайэрчжуане                   | 血战台儿庄                       | Ян Гуанъюань, Чжай Цзюньцзе       |
| 10-я      | 1987        | Сунь Ятсен                                       | Сунь Ятсен                                       | 孫中山                           | Дин Иньнань, Ли Еюй, Лю Баолинь   |
| 11-я      | 1988        | Красный гаолян                                   | Красный гаолян                                   | 紅高梁                           | Чжан Имоу                         |
| 11-я      | 1988        | Старый колодец                                   | Старый колодец                                   | 老井                             | У Тяньмин                         |
| 11-я      | 1988        | Равнина / Целина                                 | Равнина / Целина                                 | 原野                             | Лин Цзы                           |
| 12-я      | 1989        | Чунь Тао                                         | Чунь Тао                                         | 春桃                             | Лин Цзыфэн                        |
| 12-я      | 1989        | Посёлок вдов                                     | Посёлок вдов                                     | 寡妇村                           | Ван Цзинь                         |
| 12-я      | 1989        | Республика не забудет                            | Республика не забудет                            | 共和国不会忘记                   | Чжай Цзюньцзе                     |
| 13-я      | 1990        | Основание государства                            | Основание государства                            | 开国大典                         | Ли Цянькуань, Сяо Гуйюнь          |
| 13-я      | 1990        | Чёрный снег                                      | Чёрный снег                                      | 本命年                           | Се Фэй                            |
| 13-я      | 1990        | Громада Куньлуня                                 | Громада Куньлуня                                 | 巍巍昆仑                         | Хао Гуан, Цзин Мукуй              |
| 14-я      | 1991        | Цзяо Юйлу                                        | Цзяо Юйлу                                        | 焦裕祿                           | Ван Цзисин                        |
| 14-я      | 1991        | Полицейские года дракона                         | Полицейские года дракона                         | 龙年警官                         | Хуан Цзяньчжун, Ли Цзыюй          |
| 14-я      | 1991        | Старый магазинчик                                | Старый магазинчик                                | 老店                             | Гу Жун                            |
| 15-я      | 1992        | Решающая битва                                   | Решающая битва                                   | 大决战                           | Ли Цзюнь                          |
| 15-я      | 1992        | Чжоу Эньлай                                      | Чжоу Эньлай                                      | 周恩来                           | Дин Иньнань                       |
| 15-я      | 1992        | Праздник нового года                             | Праздник нового года                             | 过年                             | Хуан Цзяньчжун                    |
| 16-я      | 1993        | Зажги красный фонарь                             | Зажги красный фонарь                             | 大红灯笼高高挂                   | Чжан Имоу                         |
| 16-я      | 1993        | Цю Цзюй подаёт в суд                             | Цю Цзюй подаёт в суд                             | 秋菊打官司                       | Чжан Имоу                         |
| 16-я      | 1993        | Ян-гуйфэй                                        | Ян-гуйфэй                                        | 杨贵妃                           | Линь Цзялинь                      |
| 17-я      | 1994        | Цинь феникса                                     | Цинь феникса                                     | 凤凰琴                           | Хэ Цюнь                           |
| 17-я      | 1994        | Чунцинские переговоры                            | Чунцинские переговоры                            | 重庆谈判                         | Ли Цянькуань, Цяо Гуйюнь, Ли Ифэй |
| 17-я      | 1994        | Майор артиллерии                                 | Майор артиллерии                                 | 炮兵少校                         | Чжао Вэйхэн                       |
| 18-я      | 1995        | Обвиняемый дядя Шаньган                          | Обвиняемый дядя Шаньган                          | 被告山杠爷                       | Фань Юань                         |
| 18-я      | 1995        | Проверка в деревне                               | Проверка в деревне                               | 留村查看                         | Лэй Сяньхэ, Ван Синдун            |
| 18-я      | 1995        | Yīgè dú shēng nü de gùshi                        | Yīgè dú shēng nü de gùshi                        | 一个独生女的故事                 | Го Линь                           |
| 19-я      | 1996        | Красная вишня                                    | Красная вишня                                    | 红樱桃                           | Е Даин                            |
| 19-я      | 1996        | Инцидент 7 июля                                  | Инцидент 7 июля                                  | 七七事变                         | Ли Сянькуань, Сяо Гуйюнь          |
| 19-я      | 1996        | Странники в Пекине                               | Странники в Пекине                               | 混在北京                         | Хэ Цюнь                           |
| 20-я      | 1997        | Долина Красной реки                              | Долина Красной реки                              | 红河谷                           | Фэн Сяонин                        |
| 20-я      | 1997        | Великий прорыв                                   | Великий прорыв                                   | 大转折                           | Вэй Лянь                          |
| 20-я      | 1997        | Líkāi léifēng de rìzi                            | Líkāi léifēng de rìzi                            | 离开雷锋的日子                   | Лэй Сяньхэ, Кан Нин               |
| 21-я      | 1998        | Часть первая, часть вторая                       | Часть первая, часть вторая                       | 甲方乙方                         | Фэн Сяоган, Цзян Фэн              |
| 21-я      | 1998        | Опиумная война                                   | Опиумная война                                   | 鸦片战争                         | Се Цзинь                          |
| 21-я      | 1998        | Великий поход                                    | Великий поход                                    | 长征                             | Чжай Цзюньцзе                     |
| 22-я      | 1999        | Nán fùnǚ zhǔrèn                                  | Nán fùnǚ zhǔrèn                                  | 男妇女主任                       | Чжан Хуэйчжун                     |
| 22-я      | 1999        | Сваха                                            | Сваха                                            | 红娘                             | Хуан Цзяньчжун                    |
| 22-я      | 1999        | Ни одним меньше                                  | Ни одним меньше                                  | 一个都不能少                     | Чжан Имоу                         |
| 23-я      | 2000        | Дорога домой                                     | Дорога домой                                     | 我的父亲母亲                     | Чжан Имоу                         |
| 23-я      | 2000        | Печаль над Желтой рекой / Любовные скорби Хуанхэ | Печаль над Желтой рекой / Любовные скорби Хуанхэ | 黄河绝恋                         | Фэн Сяонин                        |
| 23-я      | 2000        | Государственный гимн                             | Государственный гимн                             | 国歌                             | У Цзыню                           |
| 24-я      | 2001        | Выбор меж жизнью и смертью                       | Выбор меж жизнью и смертью                       | 生死抉择                         | Юй Бэньчжэнь                      |
| 24-я      | 2001        | Красивая мама                                    | Красивая мама                                    | 漂亮妈妈                         | Сунь Чжоу                         |
| 24-я      | 2001        | Ароматные клятвы                                 | Ароматные клятвы                                 | 芬芳誓言                         | Ван Сяотан                        |
| 25-я      | 2002        | Māma fǎguān                                      | Māma fǎguān                                      | 法官妈妈                         | Му Тэюань                         |
| 25-я      | 2002        | 25 детей и один папочка                          | 25 детей и один папочка                          | 二十五个孩子一个爹               | Хуан Хун                          |
| 25-я      | 2002        | Китайские похороны                               | Китайские похороны                               | 大腕                             | Фэн Сяоган                        |
| 26-я      | 2003        | Герой                                            | Герой                                            | 英雄                             | Чжан Имоу                         |
| 26-я      | 2003        | Chōng chū yà mǎ xùn                              | Chōng chū yà mǎ xùn                              | 冲出亚马逊                       | Сун Ямин                          |
| 26-я      | 2003        | Дэн Сяопин                                       | Дэн Сяопин                                       | 邓小平                           | Дин Иньнань                       |
| 27-я      | 2004        | Мобильник                                        | Мобильник                                        | 手机                             | Фэн Сяоган                        |
| 27-я      | 2004        | Второе место                                     | Тёплая весна                                     | 暖春                             | Улань Тана                        |
| 27-я      | 2004        | Второе место                                     | Jīngxīn dòngpō (кит.)                            | 惊心动魄                         | Ван Цзя, Шэнь Дун                 |
| 28-я      | 2006 (2005) | Чжан Сыдэ                                        | Чжан Сыдэ                                        | 张思德                           | Инь Ли                            |
| 28-я      | 2006 (2005) | Второе место                                     | Разборки в стиле кунг-фу                         | 功夫                             | Стивен Чоу                        |
| 28-я      | 2006 (2005) | Второе место                                     | Shēngsǐ niú yù rú                                | 生死牛玉儒                       | Чжоу Ючжао                        |
| 29-я      | 2008 (2007) | Во имя чести                                     | Во имя чести                                     | 集结号                           | Фэн Сяоган                        |
| 29-я      | 2008 (2007) | Второе место                                     | Песнь облаков и воды / Узел                      | 云水谣                           | Инь Ли                            |
| 29-я      | 2008 (2007) | Второе место                                     | Невидимые крылья                                 | 隐形的翅膀                       | Фэн Чжэньчжи                      |
| 30-я      | 2010 (2009) | Великое дело основания государства               | Великое дело основания государства               | 建国大业                         | Хуан Цзяньсинь, Хань Саньпин      |
| 30-я      | 2010 (2009) | Второе место                                     | Мулан                                            | 花木兰                           | Джингл Ма                         |
| 30-я      | 2010 (2009) | Второе место                                     | Jīngtiān dòngdì (кит.)                           | 惊天动地                         | Ван Цзя, Шэнь Дун                 |
| 31-я      | 2012 (2011) | Землетрясение                                    | Землетрясение                                    | 唐山大地震                       | Фэн Сяоган                        |
| 31-я      | 2012 (2011) | Второе место                                     | 33 дня после расставания                         | 失恋33天                         | Тэн Хуатао                        |
| 31-я      | 2012 (2011) | Второе место                                     | Падение последней империи                        | 辛亥革命                         | Джеки Чан, Чжан Ли                |
| 32-я      | 2014 (2013) | Великий мастер                                   | Великий мастер                                   | 一代宗師                         | Вонг Карвай                       |
| 32-я      | 2014 (2013) | Второе место                                     | Китайский партнёр                                | 中国合伙人                       | Питер Чан                         |
| 32-я      | 2014 (2013) | Второе место                                     | В поисках мистера Совершенство                   | 北京遇上西雅图                   | Сюэ Сяолу                         |
| 33-я      | 2016 (2015) | Тупик                                            | Тупик                                            | 烈日灼心                         | Цао Баопин                        |
| 33-я      | 2016 (2015) | Второе место                                     | Война волков                                     | 战狼                             | У Цзин                            |